# داگ بیل
داگ بیل (انگلیسی: Doug Beal) بازیکن سابق و مربی فعلی والیبال اهل ایالات متحده آمریکا است. وی از اعضای تالار بین‌المللی مشاهیر یهودی ورزش است.